# André Ortolf
André Ortolf (* 3. März 1994 in Augsburg) ist ein deutscher Außenhandelskaufmann, der (Stand 2025) 132 Weltrekorde aufstellte und als Person die meisten Guinness-Weltrekorde in Deutschland hält. Er ist der erste deutsche und die jüngste Person weltweit, der es gelang 100 Rekorde gleichzeitig zu halten.

## Leben
André Ortolf war bereits als Kind fasziniert vom Guinness-Buch der Rekorde, dachte jedoch, nie selbst einen Rekord brechen zu können. Als Teenager entdeckte er seine Leidenschaft für Leichtathletik und schloss sich einem Augsburger Leichtathletikverein an.
Freunde motivierten ihn, einen Guinness-Weltrekord zu versuchen. Am 25. Oktober 2013 startete er seinen ersten Versuch in der Kategorie „Schnellste 100 Meter in Clogs“. Der Rekord wurde im Februar 2014 anerkannt und seitdem mehrmals von ihm selbst verbessert.
Internationale Bekanntheit erlangte Ortolf im Jahr 2014, als er erstmals in einer TV-Show auftrat. Im australischen Fernsehen erzählte er erstmals über sein Ziel, 100 Weltrekorde gleichzeitig zu halten. Seitdem ist er regelmäßig in verschiedenen TV-Formaten zu sehen. So trat er im ZDF-Fernsehgarten, Immer wieder sonntags (Das Erste), Kaum zu glauben! (NDR), in Das Quiz, für das Jörg Pilawa keine Zeit mehr hatte (Sat.1) und in der Channel 9 Morningshow (Australien, 2014) auf. 
Beruflich ist Ortolf gelernter Außenhandelskaufmann und ist im Familienbetrieb für Recycling tätig.

## Rekorde (Auswahl)
| Kategorie                                                         | Rekord  | Datum              | Ort        |
| ----------------------------------------------------------------- | ------- | ------------------ | ---------- |
| Meister in einer Minute verspeister Wackelpudding mit Essstäbchen | 716 g   | 6. Februar 2017    | Augsburg   |
| Meister in einer Minute verspeister Kartoffelbrei                 | 1120 g  | 30. November 2017  | Augsburg   |
| Meiste mit einer Hand gefangene Dart-Pfeile in einer Minute       | 41      | 18. November 2018  | Krumbach   |
| Meiste in 30 Sekunden gefangene Zitronen (blind)                  | 40      | 1. Februar 2020    | Augsburg   |
| Meiste nasse T-Shirts angezogen in einer Minute                   | 14      | 24. Dezember 2020  | Augsburg   |
| Meiste Wasserballons gefangen und gehalten in einer Minute        | 35      | 6. Januar 2017     | Augsburg   |
| Meiste blind erkannte Eiscremesorten in einer Minute              | 17      | 11. April 2021     | Augsburg   |
| Schnellste 100 m im Einkaufswagen                                 | 14,33 s | 30. September 2020 | Gersthofen |
| Schnellste 10 m auf Glühbirnen                                    | 3,42 s  | 30. September 2018 | Augsburg   |
| Meiste in 30 Sekunden geöffnete Getränkedosen                     | 48      | 22. April 2018     | Augsburg   |
| Kürzeste Zeit, 200 ml Senf zu trinken                             | 11,79 s | 8. August 2019     | Augsburg   |
| Schnellste 100 Meter in Clogs                                     | 12,92   | 12. March 2022     | Gersthofen |